# Maxillaria vitelliniflora
Maxillaria vitelliniflora, the Yolk-yellow Flower Maxillaria, là một loài lan ranging from Brasil to Argentina (Misiones).